# Пелстон (Мичиген)
Пелстон (енгл. Pellston) град је у америчкој савезној држави Мичиген.

## Демографија
По попису из 2010. године број становника је 822, што је 51 (6,6%) становника више него 2000. године.
| Група             | 2000.       | 2010.       |
| Белци             | 690 (89,5%) | 699 (85,0%) |
| Афроамериканци    | 5 (0,6%)    | 2 (0,2%)    |
| Азијати           | 2 (0,3%)    | 1 (0,1%)    |
| Хиспаноамериканци | 6 (0,8%)    | 16 (1,9%)   |
| Укупно            | 771         | 822         |